# 乔治·韦伯
乔治·约瑟夫·韦伯（英語：George Joseph Webber，1895年12月6日—1950年5月31日），英国男子田径运动员，主攻长跑。他曾代表英国参加1924年夏季奥林匹克运动会田径比赛，获得男子团体3000米银牌。